# 3,5-Diméthylheptane
Le 3,5-diméthylheptane est un hydrocarbure saturé de la famille des alcanes, de formule C9H20. C'est l'un des isomères du nonane. Il possède deux atomes de carbone asymétrique et est donc chiral. Il se présente sous la forme de deux énantiomères, RR et SS, et d'un composé méso, RS car il possède un plan de symétrie.